# Michael P. Taylor
Michael Paul Taylor
Michael Paul Taylor, ou Michael P. Taylor, né le 12 mars 1968 est un programmeur informatique britannique titulaire d'un doctorat en paléontologie

## Biographie
Se faisant appeler Mike Taylor. À ce jour, il a publié 18 articles paléontologiques et est co-crédité pour avoir nommé trois genres de dinosaures (Xenoposeidon en 2007 avec Darren Naish, Brontomerus en 2011 avec Mathew J. Wedel et Richard Cifeli, et Haestasaurus en 2015 avec Paul Upchurch et Phil Mannion),.
Avec les paléontologues Darren Naish et Mathew J. Wedel, il fonde le blog de paléontologie Sauropod Vertebra Picture of the Week, où il blogue sous le nom de Mike Taylor.
Il vit à Ruardean, Gloucestershire, en Angleterre,.